# Филомафитский, Евграф Матвеевич
Евграф Матвеевич Филомафитский (20 декабря 1790, Малахово, Ярославское наместничество — 16 апреля 1831) — ординарный профессор Харьковского университета, писатель, публицист, редактор журнала «Украинский вестник».

## Биография
Родился в селе Малахово Романовского уезда Ярославской губернии в семье священника в 1790 году. Старший брат физиолога Алексея Филомафитского. С 1799 по 29 сентября 1810 года обучался в Ярославской семинарии; по окончании в ней курса поступил в ярославское Демидовское училище высших наук, а оттуда перешёл в Харьковский университет, где, состоя казеннокоштным студентом, в 1813 году получил степень кандидата.
В 1814—1816 годах исправлял должность субинспектора казеннокоштных студентов, а в 1818 году, удостоенный степени магистра изящных наук и искусств (1816), утверждён адъюнктом по всеобщей истории и древней географии, в 1826 году экстраординарным, в 1828 году ординарным профессором, начал преподавание общей статистики. Сверх своих прямых обязанностей исполнял и другие должности и поручения: состоял секретарём цензурного комитета, помощником инспектора студентов, синдиком университета, секретарём совета и Училищного комитета; был визитатором гимназий и училищ в Екатеринославской, Таганрогской, Таврической и Херсонской губерниях.

## Научная деятельность
Был редактором журнала «Украинский вестник» — первого литературно-художественного, научного и общественно-политического ежемесячника на Левобережной Украине, издаваемого Харьковским университетом. Издавал его в 1816 и 1817 годах вместе с товарищем своим Р. Т. Гонорским и известным малороссийским писателем Г. Ф. Квиткой, в 1818 году журнал этот выходил под редакцией Филомафитского и Гонорского, а в 1819 году под редакцией одного Филомафитского. На страницах «Украинского вестника» печатал лирические стихотворения, переводы произведений античных и французских поэтов (Горация, Фенелона, Шатобриана), оригинальные и переводные прозаические произведения («Случай жизни»), научные статьи («Взгляд на состояние художеств в России»), биографические очерки (портрет Р. Т. Гонорского) и театральные рецензии.

### Труды
Перу Филомафитского принадлежат следующие труды:
- магистерская диссертация под заглавием: «De genuina scriptorum Romanorum elegantia deque usu et utilitate linguam addiscendi latinam», Kharcoviae, 1816.
- издание, по поручению университета, сочинений Виргилия, под заглавием: «Publii Virgilii Maronis opera», Kharcoviae, 1818.
- актовая речь «Об истинной цели образования человека посредством наук и изящных искусств» («Речи» 30-го авг. 1821 г., ст. 29—43).
- Ода на торжество 25 декабря 1814 года при Императорском Харьковском университете. — Харьков: Университетск. тип., 1815. — 11 с.